# N665 (België)
De N665 is een gewestweg in de Belgische provincie Luik. De route verbindt Grivegnée met de N30 bij Chênée. De route heeft een lengte iets meer dan 1 kilometer. De route gaat via de Rue Belvaux, Rue Vinâve, Rue Large en Rue Neuve.
Het wegnummer staat alleen op kilometerpaaltjes en niet op de borden.